# René Gérin
Le normalien René Gérin, né le 3 juillet 1892 à Varennes-les-Nevers (Nièvre) et mort le 20 novembre 1957 à Paris, est un officier combattant de la Grande Guerre et un militant pacifiste. 
Pacifiste intégral, il est secrétaire général de la Ligue internationale des combattants de la paix. Il fut violemment et publiquement hostile à l’antisémitisme hitlérien. 
Pendant la Seconde Guerre mondiale, il tiendra la rubrique littéraire du journal collaborationniste L'Œuvre de Marcel Déat et rejoindra la Ligue de pensée française. 
Sa peine à la Libération (huit ans de travaux forcés) est jugée excessive par certains résistants et il sera libéré en 1946. 